# Сакраменто (гори)
Сакраментські гори — гори, що розташовані на схід від річки Ріо-Гранде, продовження Південних Скелястих гір на південь. Розташовані у штаті Нью-Мексико.
Середні висоти перевищують 2400 м. Гори поступово знижуються на схід до Великих рівнин.
| США | Це незавершена стаття з географії США. Ви можете допомогти проєкту, виправивши або дописавши її. |